# Egersund
Egersund est une ville de Norvège ayant en 2014 une population de 11 406 habitants.

## Description
Egersund est une ville de la municipalité d'Eigersund dans le comté de Rogaland, en Norvège. La ville est située le long de la côte sud-ouest de la Norvège, à environ 75 kilomètres au sud de la ville de Stavanger. La ville est située le long d'un détroit qui sépare le continent de l'île d'Eigerøya. De 1838 à 1964, la ville était également une municipalité indépendante.
Egersund possède l'un des meilleurs ports naturels de Norvège, et il était autrefois le plus grand port de Norvège en termes de quantité de poissons apportés chaque année (dépassé par Ålesund en 2006). Plusieurs sociétés de renommée internationale y ont des divisions, comme Navico (en) (anciens pilotes automatiques Robertson) et Jeppesen Norway (producteur de cartes marines électroniques). De plus, la société Aker Solutions possède et exploite ici une grande installation spécialisée dans la construction de pièces pour plates-formes pétrolières. La majeure partie de l'industrie est liée à la mer et aux bateaux.

## Personnalités liées à Egersund
- Peder Claussøn Friis (1545-1614), pasteur, traducteur, historien et topographe.
- Øystein Aarseth (1968-1993), né à Egersund, est un guitariste et fondateur du groupe de black metal Mayhem
- Peter C. Assersen (en) (1839-1906), né à Egersund, est un rear admiral de l'United States Navy
- Johan Lædre Bjørdal (1986-), né à Egersund, est un footballeur
- Anna Bugge-Wicksell (1862-1928), née à Egersund, féministe et diplomate suédoise à Genève (Suisse)
- Elizabeth Fedde (en) (1850–1921), a vécu près de Egersund, diaconesse, elle a fondé un hôpital, honorée sur le calendrier de l'Église luthérienne
- Gunnar Kvassheim (en) (1953-), un homme politique né à Egersund
- Bengt Sæternes (1975-), né à Egersund, est un ancien footballeur
- Kai Ove Stokkeland (en) (1978-), né à Egersund, capitaine de l'équipe de football de Bryne.
- Jørgen Tengesdal (en) (1979-), il a grandi à Egersund, est un ancien footballeur
- Jacob Thorkelson (en) (1876-1945), né à Egersund, est un membre de la Chambre des représentants des États-Unis

## Source de la traduction
- (en) Cet article est partiellement ou en totalité issu de l’article de Wikipédia en anglais intitulé « Egersund » (voir la liste des auteurs).